# Egeu Meridional
L'Egeu Meridional (en grec Νότιο Αιγαίο, Nótio Egeo) és una de les 13 perifèries o regions de Grècia. Està situada al sud-est del país i la componen diverses illes del mar Egeu, integrades dins els arxipèlags de les Cíclades i del Dodecanès. La seva capital és Ermoúpoli, situada a l'illa de Siros, mentre que el centre econòmic, social i turístic és l'illa de Rodes.